# Ковариантный метод
Ковариа́нтный метод — подход в теоретической физике, разработанный Ф. И. Фёдоровым на основе линейной алгебры и прямого тензорного исчисления. Получил распространение в приложении к описанию оптических явлений и, частично, в физике элементарных частиц.

## Суть метода
Ковариантный метод — лаконичная математическая формулировка физических теорий, использующая тензорную алгебру. Основными областями применения метода являются теоретическая оптика и акустика. Ковариантный метод существенно упрощает громоздкие выражения, появляющиеся при описании распространения полей в сложных (анизотропных, гиротропных, бианизотропных) средах. С помощью данного метода вводится удобная в приложениях векторная параметризация группы Лоренца, которая может быть далее применена в теории элементарных частиц.
В общем случае электромагнитные и акустические поля описываются векторами. Если пространство, в котором распространяется волна, обладает симметрией, то вектор поля и тензоры, описывающие среду, могут быть заданы своими компонентами в некоторой системе координат, согласованной с симметрией системы, что обычно и применяется в оптике и акустике. Однако векторы и тензоры могут быть записаны безотносительно системы координат, просто как геометрические объекты, что и применяется в ковариантном методе. По этой причине ковариантный метод называют также бескоординатным (при решении задачи не задается конкретная система координат). Описание распространения волны в кристалле сводится к выполнению операций над тензорами и векторами, для чего разработаны методы, упрощающие работу с тензорами и явно использующие их инварианты (в трёхмерном пространстве для тензоров второй валентности это след, определитель тензора и определитель взаимного тензора). Симметрии кристалла в таком подходе выражаются как определённые соотношения между инвариантами, а описывающие кристалл тензоры имеют удобные выражения.

## Виды тензоров
Основными видами тензоров трехмерного пространства, используемыми в ковариантном методе, являются
— единичный тензор {\displaystyle {\textbf {1}}},
— проекционный оператор на направление единичного вектора {\displaystyle {\textbf {n}}} — диада {\displaystyle {\textbf {n}}\otimes {\textbf {n}}},
— проекционный оператор {\displaystyle I={\textbf {1}}-{\textbf {n}}\otimes {\textbf {n}}=-{\mathbf {n} ^{\times }}^{2}} на плоскость, ортогональную единичному вектору {\displaystyle {\textbf {n}}},
— тензор {\displaystyle {\textbf {n}}^{\times }}, дуальный вектору {\displaystyle \mathbf {n} } : {\displaystyle \mathbf {n} _{ij}^{\times }=\epsilon _{ilj}n_{l}}.
Оптические кристаллы могут быть изотропными, одноосными или двуосными. Анизотропия кристаллов определяется тензором диэлектрической проницаемости, который может быть представлен в аксиальном виде:
1. изотропная среда {\displaystyle \varepsilon =\varepsilon {\textbf {1}}},
2. одноосный кристалл {\displaystyle \varepsilon =\varepsilon _{1}{\textbf {1}}+(\varepsilon _{2}-\varepsilon _{1}){\textbf {c}}\otimes {\textbf {c}}} (вектор {\displaystyle {\textbf {c}}} задает направление оптической оси),
3. двуосный кристалл {\displaystyle \varepsilon =a{\textbf {1}}+b({\textbf {c}}'\otimes {\textbf {c}}''+{\textbf {c}}''\otimes {\textbf {c}}')}.
Векторы, задающие направления оптических осей полностью определяются через собственные значения и главные оси соответствующих тензоров [1], [3], [4].

## Векторная параметризация группы Лоренца
Общая группа Лоренца может быть представлена как группа преобразований {\displaystyle {\textbf {}}L} вида
{\displaystyle L=\left({\begin{array}{cc}\alpha &i{\textbf {u}}\\i{\textbf {v}}&k\end{array}}\right)},
удовлетворяющих условиям {\displaystyle {\textbf {}}(\det L)^{2}=1}, {\displaystyle {\textbf {}}LL^{T}=L^{T}L=1}. Матрица Лоренца {\displaystyle {\textbf {}}L} может быть параметризована одним трехмерным комплексным вектором {\displaystyle {\textbf {q}}} и имеет вид
{\displaystyle L={\frac {(1+{\textbf {q}}_{+})(1+{\textbf {q}}_{-}^{\ast })}{|1+{\textbf {q}}^{2}|}}},
где {\displaystyle {\textbf {q}}_{+}} и {\displaystyle {\textbf {q}}_{-}^{\ast }} — четырехмерные антисимметричные матрицы, которые ставятся в соответствие комплексному трёхмерному вектору {\displaystyle {\textbf {q}}}. Указанные выше матрицы определяются вектором {\displaystyle {\textbf {q}}} и комплексно сопряженным к нему вектором {\displaystyle {\textbf {q}}^{\ast }} соответственно и равны
{\displaystyle {\textbf {q}}_{+}=\left({\begin{array}{cc}{\textbf {q}}^{\times }&{\textbf {q}}\\-{\textbf {q}}&0\end{array}}\right),\qquad {\textbf {q}}_{-}^{\ast }=\left({\begin{array}{cc}{\textbf {q}}^{\ast \times }&-{\textbf {q}}^{\ast }\\{\textbf {q}}^{\ast }&0\end{array}}\right)}.
Для вектор-параметров группы Лоренца справедлив следующий закон композиции
{\displaystyle {\textbf {q}}''={\frac {{\textbf {q}}+{\textbf {q}}'+{\textbf {q}}\times {\textbf {q}}'}{1-{\textbf {q}}{\textbf {q}}'}}}.
Векторная параметризация может быть введена и для группы вращений, причем в этом случае вектор-параметры будут принадлежать действительному трёхмерному пространству, а закон их композиции будет тем же.

## Применение метода
Ковариантный метод позволяет производить вычисления с векторами и тензорами в их прямой форме, не прибегая к индексной записи. При этом достигается компактность и простота получаемых выражений.
Например, критерии поляризации имеют следующий вид:
{\displaystyle \mathbf {E} ^{2}=0} - круговая поляризация
{\displaystyle [\mathbf {E} ,\mathbf {E} ^{*}]=0} - линейная поляризация
существует несколько вариантов критерия круговой и линейной поляризации [3]. Если ни один из приведенных критериев не выполняется, мы имеем дело с общим случаем эллиптической поляризации, при этом выясняются размеры и ориентация осей эллипса поляризации в гораздо более компактной форме, нежели это делается в декартовой системе координат [7].

## Дополнительно
1. Сотрудники кафедры теоретической физики БГУ занимаются обобщением ковариантного метода. Такой обобщенный метод был назван операторным [6], так как основан на применении эволюционных операторов, связывающих поля в двух точках пространства. Операторный метод применим для описания слоистых систем (в том числе с цилиндрической и сферической симметрией).
2. Ковариантный метод успешно использовался не только в работах белорусских физиков, но и в исследованиях сотрудников Института кристаллографии АН СССР[1][2].